# Calanthe nankunensis
Calanthe nankunensis är en orkidéart som beskrevs av Zhan Huo Tsi. Calanthe nankunensis ingår i släktet Calanthe och familjen orkidéer. Inga underarter finns listade i Catalogue of Life.